# Fernando Francisco de Escobedo
Fernando Francisco de Escobedo y Abos Enríquez (n. Martos, España, alrededor de 1625 - m. Consuegra, España, 1688) fue un general y político español del siglo XVII. Nombrado en 1670 por la reina regente Mariana de Austria gobernador y Capitán General de Yucatán, cargo que ejerció hasta 1672 en que fue designado presidente de la Audiencia Real de Guatemala. Ahí se desempeñó hasta 1678. Fue caballero de la gran cruz de la Orden de San Juan y, en las postrimerías de su vida, gran prior de Castilla.

## Datos familiares
Fue hijo de Diego de Escobedo y Gallego, y Leonor María de Abos Enríquez. Contrajo matrimonio con María Josefa Moreno Pérez de Santa Marina, con quien procreó a Pedro Fernando, Nicolás y Joaquín de Escobedo y Moreno.

## Carrera militar
Fue capitán de Infantería en el ejército de Cataluña. Participó en la recuperación de Monzón, el sitio de Cremona en 1648, y en los sitios de Trino y Crescentino, la toma del castillo de Masino y el asedio y toma de Casale Monferrato, en la campaña del marqués de Carecena, así como el sitio de la plaza de Palamós. Fue ascendido a general de Artillería, en Jaén. También desempeñó el cargo de Alguacil Mayor de la Inquisición de Córdoba (España). 
Fue comendador de las villas de Samayón y Santiesteban, bailía de Lora, hoy provincia de Sevilla en Andalucía. Obtuvo el grado de general de artillería en Jaén. Los ingresos que recibía por una encomienda en su pueblo natal los dedicó a obras pías.

## Gobernador de Yucatán
Tomó posesión de su cargo como gobernador y capitán general de Yucatán el 18 de octubre de 1670.
Las principales acciones que llevó a cabo en este encargo fueron dirigidas al propósito de crear fortificaciones indispensables en la península para contener la actividad, en ese entonces muy intensa, de los piratas que no cesaban de atacar y pillar en las poblaciones de la costa. Campeche, en lo particular, estaba mal fortificada y era víctima frecuente de las incursiones de los corsarios que habían sentado sus reales en la Laguna de Términos, en Cozumel, en Isla Mujeres y en Zacatán, hoy Belice, en donde además acaparaban el comercio del palo de tinte.
El gobernador Escobedo sostuvo a lo largo de su gestión en Yucatán la intención de acabar con los piratas, principalmente ingleses, que asolaban la región. Para ese fin convenció a la reina regente de dar recursos económicos y una fuerza de 200 hombres bien pertrechados y pagados por el erario real. Construyó embarcaciones para perseguir a los forajidos y las dispuso para patrullar las costas peninsulares. En octubre de 1671 debió acceder a regresar a los ingleses dos embarcaciones que había logrado detener en pleno pillaje ya que se planteó una demanda en contra de él bajo los alcances del tratado de paz firmado entre España e Inglaterra. Se daba además la situación de la indefensión de Campeche y Escobedo temió que la aprehensión de esos dos buques fuera pretexto para una invasión que los ejércitos yucatecos no iban a poder evitar.

## Presidente de la Real Audiencia de Guatemala
El 28 de abril de 1672 se embarcó hacia los puertos de Tabasco, para desde ahí hacer la trayectoria hasta Guatemala, ya que la corona española lo había nombrado para encargarse de la presidencia de la Real Audiencia en aquella región al sur de la península yucateca. El Ayuntamiento de Santiago de Guatemala le dieron la bienvenida en Jocotenango. Tomó posesión el 9 de junio de 1672.
La Corona le había encargado construir una fortaleza en la desembocadura del río San Juan y con ese propósito emprendió viaje a Nicaragua en diciembre de 1672. Durante su viaje se detuvo en Sonsonate, San Salvador, San Vicente de Austria, San Miguel de la Frontera y León de Nicaragua, para que las respectivas autoridades le informaran sobre la situación económica y política. Llegó a Granada el 13 de enero de 1673, atravesó el lago de Nicaragua y el 8 de febrero de 1673 inició el reconocimiento del río. Regresó a esa ciudad el 28 de febrero y dispuso que la fortaleza se construyera en el raudal de Santa Cruz o del Diablo. La construcción se inició el 10 de marzo de 1673, y el 20 de ese mes Escobedo presentó en Granada sus Ordenanzas para el Gobierno del Castillo de la Inmaculada Concepción, nombre que se dio a la fortaleza. Hoy se conoce como Castillo Viejo. 
Regresó a Santiago de Guatemala a fines de abril de 1673 y poco después recibió la Cédula Real del 5 de abril de 1672 en que era nombrado presidente en propiedad. Tomó posesión el 14 de junio de 1673. El 14 de julio de ese mismo año ordenó al Ayuntamiento restablecer el Paseo del Estandarte Real durante la víspera de la fiesta del Apóstol Santiago. 
Durante 1674 se dedicó a la inspección del sistema de defensas existentes en Puerto Caballos, Amatique, Santo Tomás de Castilla, el río San Juan, El Realejo y Acajutla, con el apoyo del oidor Jerónimo de Vega y Viga. 
El 2 de septiembre de 1675 autorizó a los indígenas que vivían en las márgenes del río de Las Vacas a fundar un poblado dedicado a la Asunción de Nuestra Señora, al cual dotó de ejidos. Además, el 6 de abril de 1675, solicitó a la Corona española que los pueblos indígenas de San Juan Amatitlán, Concepción Petapa y Escuintla fueran transformados en villas. El 9 de enero de 1676, el Consejo de Indias le pidió ampliar los motivos en que justificaba la petición, lo que hizo el 16 de mayo de 1678. Finalmente, mediante cédulas del 28 de marzo de 1680 y 31 de enero de 1681, el rey Carlos II otorgó la condición de villas a San Juan Amatitlán y San Miguel Petapa.
Prestó importante ayuda a las órdenbes religiosas. Invirtió 25,000 pesos de su propio peculio en la construcción del altar mayor y camarín de Nuestra Señora de las Mercedes en la iglesia de los frailes de la Merced en Santiago de Guatemala. El 11 de junio de 1675 los betlemitas lo nombraron Patrono del Hospital de Nuestra Señora de Belén, por haber aportado más de 55,000 pesos para la construcción de la Iglesia y su retablo mayor. También dejó 300 pesos para la lámpara del santísimo, así como un alfalfar para las necesidades de la sacristía. Sobre el apoyo otorgado a los hermanos betlemitas. 
El 31 de enero de 1676 el rey don Carlos II dispuso erigir una universidad, .El 4 de noviembre Escobedo presidió la primera junta de la nueva institución. En una de las juntas posteriores, efectuada en agosto de 1677, se decidió darle nombre de Universidad de San Carlos de Guatemala y nombrar como primer rector, en forma interina, al oidor Jacinto Roldán de la Cueva.
En 1677 el rey dispuso la construcción de fortificaciones en Costa Rica, como lo había solicitado el gobernador Juan Francisco Sáenz Vázquez de Quintanilla, con el apoyo de Escobedo; sin embargo, el cumplimiento de esa disposición fue obstaculizada primero por el fiscal de la Audiencia Juan de Hurquiola Elorriaga y posteriormente suspendida por Lope de Sierra Osorio, sucesor de Escobedo.
Escobedo tuvo graves dificultades con el obispo de Guatemala, Juan de Ortega Montañés, que formuló en su contra una serie de acusaciones graves. Como resultado de estas, se dispuso enviar a Guatemala al licenciado Lope de Sierra Osorio, con los cargos de gobernador, visitador y presidente interino. Sierra Osorio llegó a Santiago de Guatemala el 22 de diciembre y el 28 tomó posesión. Cuatro días después le ordenó a Escobedo que saliera de Santiago de Guatemala y le envió confinado a Comayagua (Honduras). También mandó a los oidores Jacinto Roldán de la Cueva y Benito de Novoa Salgado que abandonaran la ciudad, el primero hacia Panamá, y el segundo hacia la Isla de Santo Domingo.

## Juicio de residencia y últimos años
Sierra Osorio se mostró muy mal dispuesto hacia su predecesor, al cual se acusó de cohecho, injerencia en la elección del provincial de los frailes dominicos y de los alcaldes ordinarios, venta de oficios, quema de pliegos escritos al rey por don Tomás Carranza, exoneración del pago de la media annata, defraudación de los ingresos habidos en el repartimiento de indios del Corregimiento del Valle, empleo de fondos del real haber en pagos sin justificación, nepotismo; contrabando, negocio ilícito en la venta de barajas extranjeras y contravención a diversas órdenes reales.Escobedo se defendió de las acusaciones, pero el proceso en su contra avanzó muy lentamente, y no empezó a acelerarse sino hasta diciembre de 1681, cuando don Juan Miguel de Agurto y Álava arribó como nuevo presidente y con potestad para concluir la residencia de Escobedo. Poco después, una nave llegó al golfo de Honduras para trasladar a Escobedo a España, ya que había sido nombrado gran prior de Castilla. Tal hecho muestra que las acusaciones no estaban prosperando, y en efecto, muchos de los cargos en su contra no fueron probados. El juicio no terminó sino el 22 de junio de 1691, hasta años después de su muerte, cuando el Consejo de Indias pronunció sentencia ejecutoria y ordenó a su mortual al pago de una multa de 48,300 pesos, más las costas procesales.
Ya en España, se desempeñó como XXI bailío de Lora en Córdoba y como gran prior de Castilla. Además fue nombrado miembro del Consejo de Indias, donde consiguió que se autorizara nuevamente el comercio de Guatemala con Perú, actividad que había sido solicitada por el Ayuntamiento de Santiago de Guatemala. En España también fue agraciado como caballero de la Orden de San Juan.